# Porricondyla peyerimhoffi
Porricondyla peyerimhoffi är en tvåvingeart som först beskrevs av Jean-Jacques Kieffer 1919.  Porricondyla peyerimhoffi ingår i släktet Porricondyla och familjen gallmyggor.
Artens utbredningsområde är Algeriet. Inga underarter finns listade i Catalogue of Life.